# Acidente do B-52 no Lago Michigan em 1971
Em 7 de janeiro de 1971, um Boeing B-52C Stratofortress do Comando Estratégico Aéreo colidiu com o norte do Lago Michigan na entrada de Little Traverse Bay perto de Charlevoix, Michigan, durante um voo de treinamento de baixo nível. Todos os nove membros da tripulação a bordo foram morreram. Nenhum resto mortal da tripulação foi recuperado. Partes da aeronave foram recuperadas de uma profundidade de água de 69 metros em maio e junho de 1971. Os restos estruturais incluíam partes das asas, todos os oito motores, cauda, seção da tripulação, trem de pouso e rodas, além de várias partes menores do avião. A Oceans Systems, uma empresa de salvamento com sede na Flórida, realizou a missão de recuperação dos destroços. Continua sendo o mais mortal acidente aéreo envolvendo um Stratofortress B-52 na história da aviação.

## Contexto
O Comando Aéreo Estratégico foi formado pela Força Aérea dos Estados Unidos após a Segunda Guerra Mundial para fornecer uma defesa ativa contra qualquer ataque surpresa da União Soviética. Embora tivesse sido um aliado contra a Alemanha e o Japão durante a Segunda Guerra Mundial, em 1948 a União Soviética mostrou uma propensão a instigar problemas com a Grã-Bretanha, França e Estados Unidos. Em agosto de 1949, a União Soviética detonou sua primeira arma nuclear e no início dos anos 1950 detonou uma bomba de hidrogênio. A guerra de palavras entre as duas superpotências escalou durante os anos 1950 e 1960 para uma corrida armamentista nuclear. Em 1970, os Estados Unidos estavam usando um "Sistema de Defesa Tríade", composto de submarinos nucleares armados com mísseis nucleares, mísseis balísticos intercontinentais baseados em terra com ogivas nucleares e bombardeiros capazes de lançar bombas de hidrogênio contra alvos inimigos. O bombardeiro Boeing B-52 Stratofortress foi projetado no início da década de 1950 pela Boeing Aircraft Company para dar à Força Aérea dos Estados Unidos a capacidade de lançar armas nucleares dentro do território da Rússia Soviética. Os aviões deveriam voar em grandes altitudes com combustível suficiente para atingir o alvo. Em maio de 1960, a União Soviética tornou conhecida sua capacidade de atirar em aviões de grande altitude usando um míssil superfície-ar para atingir o avião espião U-2 do piloto da CIA Francis Gary Powers sobre o território russo. Desse ponto em diante, o B-52 de alta altitude teve que ser modificado para realizar missões em nível baixo, algo que não era para ser.

## B-52C 54-2666

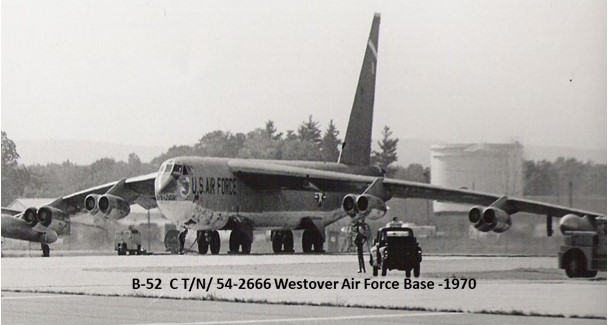
B-52 54-2666

O B-52C usado na missão de quinta-feira, 7 de janeiro de 1971, com o indicativo de chamada "Hiram 16", havia sido construído no verão de 1956 como um dos 35 bombardeiros B-52C. De 1952 a 1962, um total de 744 B-52s de todos os modelos foram construídos. Em janeiro de 1971, todos os trinta e um B-52Cs restantes estavam estacionados na Base Aérea de Westover, perto de Springfield, Massachusetts. A aeronave tinha mais de 15 anos e quatro das trinta e cinco originais haviam se perdido em acidentes. Nenhuma das aeronaves restantes foi modificada para lidar com as demandas de estresse estrutural do voo de baixo nível. Todos foram usados para treinamento na função projetada de alta altitude e, depois de maio de 1960, na nova função de baixo nível. As missões B-52 de baixo nível foram normalmente realizadas em 300 a 500 pés (91 a 152 m) acima do nível do solo. Algumas das aeronaves estacionadas em Westover foram emprestadas a outras bases durante o final dos anos 1960 e início dos anos 1970, devido ao Comando Aéreo Estratégico usar o modelo B-52s posterior em combate no sudeste da Ásia, começando com a Operação Rolling Thunder em março de 1965.

## Tripulação doHiram 16

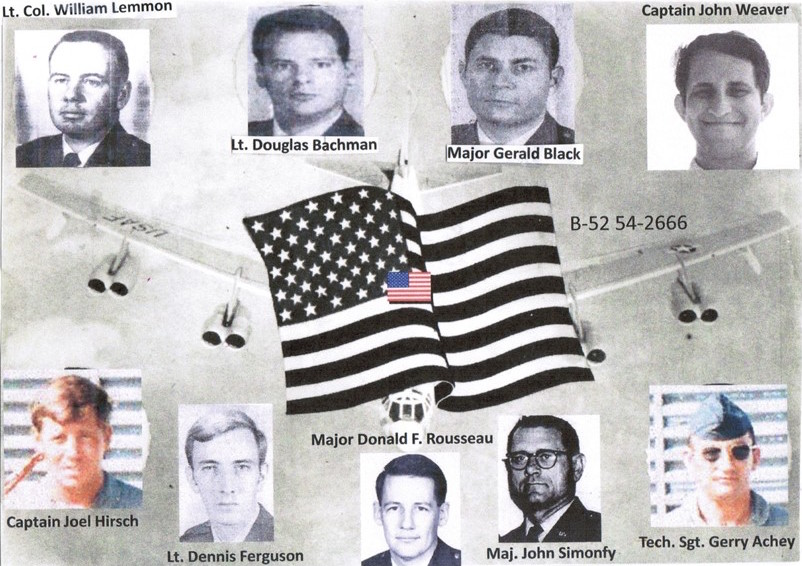
Tripulantes do B-52 C 54-2666

A tripulação que voou Hiram 16 em sua missão final em 7 de janeiro de 1971 eram todos veteranos da guerra no sudeste da Ásia. Eles haviam sido emprestados pelo Comando Aéreo Estratégico para auxiliar naquele esforço de guerra e voltaram aos Estados Unidos em janeiro de 1971 para participar de uma missão de treinamento da Guerra Fria que envolvia um voo de baixo nível sobre o norte do Lago Michigan em Bay Shore. Bay Shore era operado um radar operado por técnicos da Força Aérea usando equipamento eletrônico projetado para rastrear, traçar, lançar e ao mesmo tempo, bloquear a capacidade dos bombardeiros usando sua rota de baixo nível Olive Branch. As rotas de Olive Branch simulavam o que uma tripulação de bomba experimentaria em território inimigo. Os membros da tripulação consistiam do comandante da aeronave, tenente-coronel William Lemmon, copiloto; tenente Douglas Bachman, navegador do radar; capitão John Weaver; oficial de guerra Joel Hirsch; artilheiro de cauda tenente Gerry Achey; instrutor de voo John Simonfy e a bordo mais navegadores e oficiais de guerra, como tenente Douglas Ferguson; major Gerald Black e o major Donald Rousseau. Os quatro membros extras da tripulação estavam a bordo para uma recertificação de voo de baixo nível exigida.

## Acidente

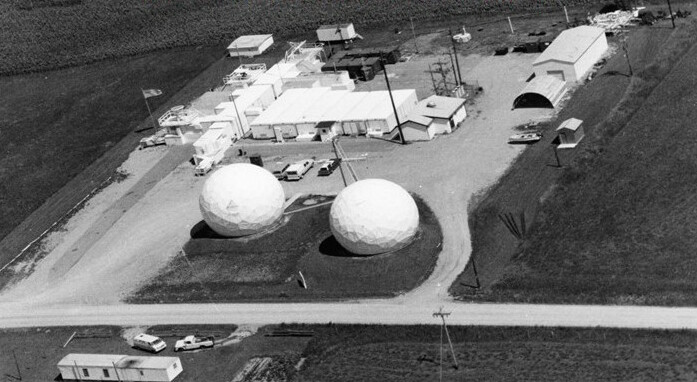
Local de Bay Shore

Após decolar da Base Aérea de Westover às 13h30 EST, a tripulação do "Hiram 16" concluiu um procedimento de reabastecimento obrigatório com seu KC-135 Stratotanker. Uma segunda tentativa de reabastecimento teve que ser abortada devido a um pequeno vazamento hidráulico perto da antepara direita do compartimento da tripulação. Por volta das 18h EST o bombardeiro completou com sucesso, e pontuou como 'positivo', o lançamento de duas bombas eletrônicas na rota Bay Shore Ob-9 tem como alvo Echo e Foxtrot. O bombardeiro então passou a circular até seu ponto de entrada no topo do Lago Michigan para fazer sua segunda e último lançamento de bomba correr de norte a sul em direção ao Big Rock Point, onde os alvos Delta e Charlie estavam localizados. O tempo na época mostrava céu nublado a 2500 pés, visibilidade de duas milhas, com neve fraca e gelo nas nuvens de 2500-6000 pés. O avião estava voando abaixo do teto de nuvens a aproximadamente 300-500 pés acima da água. Às 6h32  EST, a tripulação do bombardeiro conseguiu uma queda bem-sucedida no alvo Delta. A tripulação do avião estava em contato por rádio com o local de lançamento de bombas da Força Aérea em Bay Shore para confirmar o acerto. As duas tripulações estavam tentando interceptar uma à outra para recriar as condições prováveis no território inimigo. Os técnicos do radar de Bay Shore observaram o bombardeiro em seu radar até às 18h33 EST, quando, apenas 20 segundos após o ping eletrônico do alvo Charlie, a tela do radar subitamente se iluminou em um flash brilhante e depois ficou em branco. Nenhum contato verbal foi ouvido imediatamente antes ou depois da perda de rastreamento do radar. A grande aeronave simplesmente havia desaparecido da tela do radar.

## Investigação do acidente
A recuperação do B-52C T / N 54-2666 não foi realizada até o final de junho de 1971. O clima de inverno e o congelamento da superfície do lago não permitiram que os procedimentos de recuperação continuassem, desde o início em janeiro de 1971. A Ocean Systems, uma empresa de salvamento da Flórida, recuperou partes do avião que incluíam todos os oito motores em quatro cápsulas, tripulação e seções da cauda, trem de pouso e rodas, e grandes seções das enormes asas. Todas as peças recuperadas foram levadas para a agora fechada Base Aérea de Kincheloe ao sul de Sault Ste. Marie, Michigan, e colocada em um hangar para inspeção. O engenheiro da Boeing Lawrence Lee e o coronel da USAF, Robert Saye, inspecionou as peças recuperadas e concluiu que o acidente foi resultado de uma falha estrutural entre os dois motores da asa esquerda. Com a perda dessa asa, o avião mergulhou de nariz na água explodindo com o impacto. As asas e a fuselagem do avião eram células de combustível de jato gigantes que se acenderam e causaram a explosão. Nenhum resto mortal humano foi encontrado. A explosão do avião foi testemunhada por pelo menos cinco civis que viviam em Little Traverse Bay. Todos disseram que o céu se iluminou como uma bola de fogo gigante. Alguns disseram que 'parecia que o sol estava nascendo no oeste'. O conselho de acidentes anotou para o registro que o avião não carregava armas nucleares e portanto, não foi um acidente de "flecha quebrada". Foi finalmente notado que as longarinas da asa esquerda da aeronave sinistrada haviam sucumbido à fadiga do metal e se partido ao meio.

## Consequências

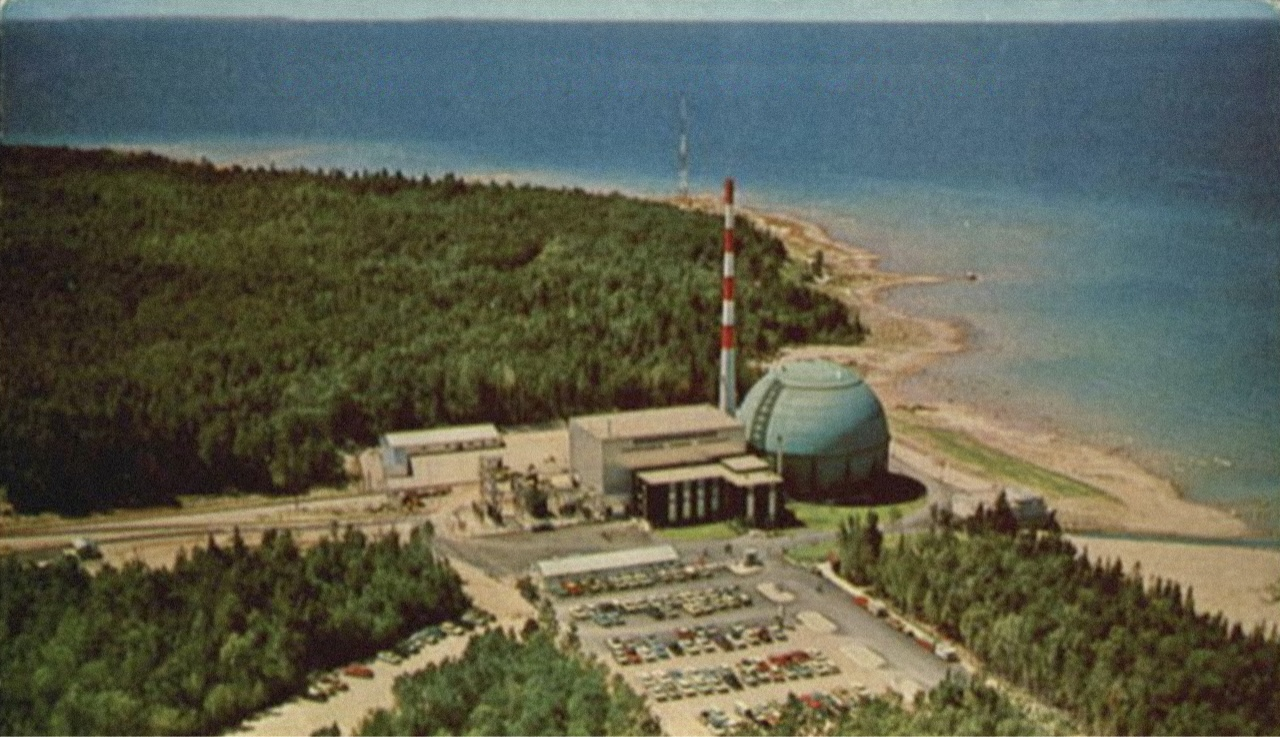
Usina Nuclear de Big Rock Point, 1970.

A partir de julho de 1963, os bombardeiros da Força Aérea dos Estados Unidos estavam sendo pontuados por técnicos da Força Aérea no local de lançamento do radar móvel em Bay Shore, Michigan. O local era composto de reboques móveis repletos de equipamentos eletrônicos usados para rastrear, traçar e bloquear a aeronave que chegava e sua tripulação. Cada missão era um uso simulado da eletrônica no bombardeiro para bloquear o radar inimigo para que a missão da Guerra Fria pudesse ser realizada, enquanto ao mesmo tempo a equipe de radar e os técnicos eletrônicos faziam o mesmo. 8 km a oeste do local de Bay Shore ficava a Usina Nuclear de Big Rock Point, de propriedade da Consumers Power, que havia entrado em atividade em outubro de 1962. O reator nuclear de 67 mw foi envolto em concreto sob uma cúpula de aço de 140 mm de espessura. Desde julho de 1963, a maioria das tripulações de bombardeiros de voo de treinamento de baixo nível vinham usando a grande cúpula verde da usina nuclear como um alvo de visão, já que voar diretamente sobre o local do radar de Bay Shore não dava aos técnicos de solo a capacidade de lançar os aviões adequadamente. Os bombardeiros deveriam estar a oeste ou a leste do local baseado em Bay Shore. Já em novembro de 1963, os funcionários da Consumers Power estavam reclamando dos sobrevoos, afirmando em uma carta que representavam um fator de risco extremamente alto no caso de colisão com suas instalações. O B-52C estava viajando em 587 km/h quando a longarina principal em sua asa esquerda sofreu uma grande falha estrutural, causando a perda total de controle. Eram 8 km ao norte de Big Rock Point quando desceu em uma trajetória de 312 graus a partir do Bayshore Bomb Scoring Site. Tanto a usina nuclear de Big Rock Point quanto o local de lançamento de bombas em Bay Shore foram fechados.